# 篠原昌三
篠原 昌三（しのはら しょうぞう、1899年3月9日 - 1986年）は、日本の通信技術者、実業家。

## 経歴
篠原多一郎の三男として福岡市に生まれる。1918年福岡県立中学修猷館を経て、1922年7月東京高等工業学校（現・東京工業大学）電気科を卒業。
卒業後、朝鮮総督府逓信局の技手となる。同局において放送用無線電話（ラジオ放送）の調査研究と知識普及のために、官営の実験用無線電話局を開設することが計画され、篠原にその任務が命ぜられる。1924年1月に東京に赴き、技術修得と共に、通信機器を調達、京城に戻り、通信設備工事と機器調整を行い、同年11月、朝鮮半島最初の放送電波を発射した。1926年11月京城放送局（コールサイン「JODK」）が設立され、篠原はその技術責任者として通信設備を構築し、1927年2月16日、1kw放送設備での本放送が開始された。なお、この2月16日は、現在韓国の放送記念日となっている。1932年4月、京城放送局は朝鮮放送協会として改組され、篠原はその技術部長に就任する。京城の放送局は、その「京城中央放送局」となる。この頃、聴取者が伸びず、経営難が続いていたが、篠原の指揮のもと、10kw二重放送の設備が構築され、1933年4月にその本放送が開始されたことにより、聴取者が倍増し、経営が安定した。1938年10月全朝鮮半島の放送網を完成させた。その後、京城中央放送局長、朝鮮放送協会理事に就任した。
終戦後、朝鮮半島から引き揚げると、一時福岡で米軍の技術労務者となるが、旧知の上司から引き立てられ、1949年国家地方警察大阪警察管区本部無線通信課長となり、1953年11月警察庁中国管区警察局通信部長を経て、1957年12月関東管区警察局通信部長に就任。1960年3月退職後、広島市の電気通信工事会社である大亜工業の副社長に就任する。